# René Viguier
René Viguier, född den 19 maj 1880 i Paris, död den 17 januari 1931 i Caen, var en fransk botaniker som är mest känd för sin forskning på araliaväxter. Han har fått släktet Viguierella uppkallat efter sig, liksom arter med epitetet viguieri.
Auktorsnamnet R.Vig. kan användas för René Viguier i samband med ett vetenskapligt namn inom botaniken; se Wikipediaartiklar som länkar till auktorsnamnet.